# Cryptocoryneae
Cryptocoryneae es una tribu de plantas con flores de la familia Araceae. Tiene los siguientes géneros:

## Géneros
- Cryptocoryne Fisch. ex Wydler (
- Lagenandra Dalzell